# Funkkolleg

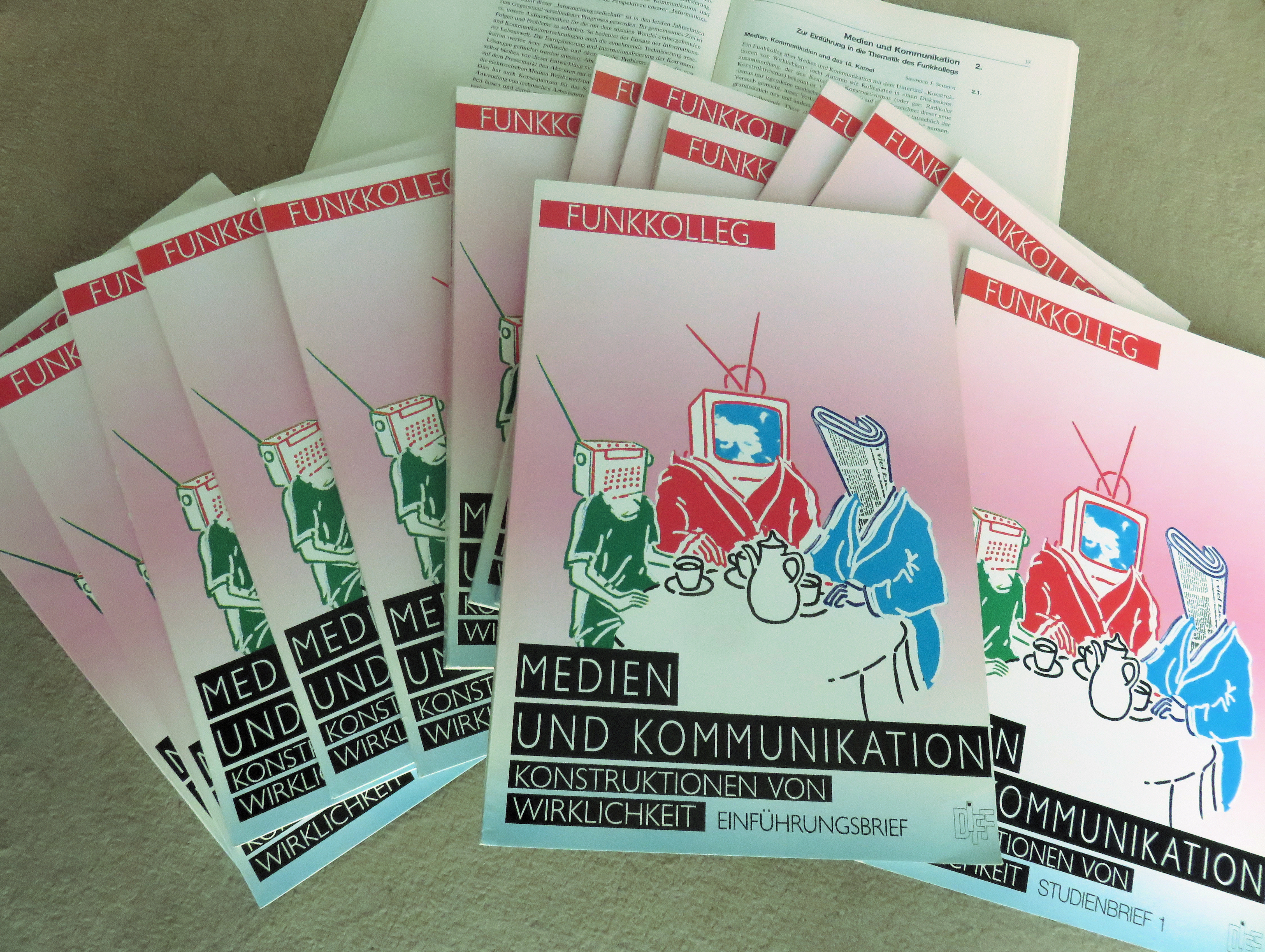
Funkkolleg Medien und Kommunikation, Studienbriefe (1990/91)

Das Funkkolleg war von 1966 bis 2021 ein Weiterbildungsangebot im Medienverbund von Hörfunksendungen und zusätzlichen schriftlichen Arbeitsunterlagen für alle Interessierten, unabhängig von ihrem Schulabschluss. Es richtete sich zunächst in erster Linie an Teilnehmer in Deutschland, stand zuletzt aber – durch die Verbreitung über das Internet – darüber hinaus allgemein zur Verfügung. Ins Leben gerufen wurde dieses seinerzeit neuartige Bildungsangebot 1966 vom Hessischen Rundfunk (hr) aufgrund eines „Hilferufs“ des damaligen hessischen Kultusministers Ernst Schütte (SPD): Hessischen Lehrern sollte durch ein Fernstudium eine ergänzende Qualifizierung für Sozialkunde ermöglicht werden. Bereits drei Jahre später wurde das Funkkolleg für alle Berufsgruppen geöffnet. Zwischen 1969 und 1998 wurden rund 750.000 angemeldete Teilnehmer („Kollegiaten“) gezählt. Im Februar 2023 startete der hr eine zwölfteilige Webserie und Podcast-Reihe unter der bekannten Wortmarke Funkkolleg.

## „Bildung ist Bürgerrecht“
Das Ende der 1960er-Jahre viel beachtete Projekt Funkkolleg war Teil jener vielseitigen Anstrengungen, die damals von Georg Picht diagnostizierte deutsche „Bildungskatastrophe“ zu beheben – ein Schlagwort, das im Jahr 2003 durch die PISA-Studien wiederauferstanden ist. „Bildung ist Bürgerrecht“ hatte beispielsweise 1965 Ralf Dahrendorf unter Verweis auf die seinerzeit im Vergleich zu anderen europäischen Ländern in Deutschland niedrige Abiturienten- und Studentenzahlen postuliert. Parallel zu dieser Forderung nach „Bildung für alle“ kam in Hessen der Gedanke auf, bereits im Beruf befindliche Lehrer zusätzlich für das Fach Sozial- bzw. Gemeinschaftskunde auszubilden. Politische Themen sollten verstärkt in den Unterricht einbezogen werden, wofür u. a. das erstmalige Erstarken der rechtsextremen NPD einen aktuellen Anlass gab. Damals erfand der Wissenschaftsrat ebenfalls den Ausdruck Kontaktstudium – die Universitäten sollten angehalten werden, sich auch für bereits Berufstätige zu öffnen, sie sollten also neben der akademischen Ausbildung zusätzliche Weiterbildungsangebote entwickeln. Darüber hinaus sollte aber auch für Menschen ohne Reifezeugnis (erfolgreiche Abiturprüfung) ein neuartiger Zugang zu Universitäten und Hochschulen ermöglicht werden.
Der Frankfurter Universitätsrektor Walter Rüegg hatte wiederholt die öffentliche Verantwortung der Universitäten betont und hielt, obwohl politisch eher konservativ orientiert, nichts von einem Elfenbeinturm der Wissenschaften – und hatte auch keine Berührungsscheu zu den Massenmedien; vielmehr hatte er schon seit 1964 mit dem Leiter der Hauptabteilung Bildung und Erziehung des hr-Hörfunks, Gerd Kadelbach, über den Gedanken „einer Art Funk-Universität“ diskutiert. Kadelbach, der seit 1961 einen Lehrauftrag über „Schule und Massenkommunikationsmittel“ an der Frankfurter Johann Wolfgang Goethe-Universität wahrnahm, nutzte daher zunächst die halbstündigen Sendeplätze des von ihm verantworteten Schulfunks und ab 1965 einen zusätzlichen Stundensendeplatz, um im zweiten hr-Hörfunkprogramm Studiengebiete, „Studienberufe der Zukunft“ und die Fakultäten der hessischen Universitäten zu porträtieren. Im Verlauf der Vorbereitungen zu diesen Sendereihen entwickelten sich enge Kontakte zu den Hochschulen des Landes, insbesondere aufgrund eines Verbindungsausschusses zwischen dem Hessischen Rundfunk und den Rektoren der hessischen Universitäten. In diesem Gremium nahm die Idee einer über den Sender zu verbreitenden Ringvorlesung schließlich konkrete Formen an. Ausgangspunkt für das erste Projekt – das „Funk-Kolleg Modell I“ – war die Prüfungsordnung zur Erlangung der Zusatzbefähigung für Studienräte in den Fächer Sozial- und/oder Gemeinschaftskunde, die ausreichende Kenntnisse in den Fächern Wirtschaftswissenschaft, Politikwissenschaft, Rechtswissenschaft, Neuere Geschichte und Soziologie erforderte.

## Der Beginn: Das „Funk-Kolleg zum Verständnis der modernen Gesellschaft“ (1966–1969)
Vor diesem Hintergrund begann am 5. Mai 1966 um 17.15 Uhr im damaligen 2. Hörfunk-Programm (heute: hr2-kultur) das erste „Funk-Kolleg zum Verständnis der modernen Gesellschaft“. Die Sendereihe war auf drei Jahre (sechs Semester) ausgelegt und startete mit einer Vorlesungsreihe Frankfurter Professoren aus den Gebieten Volkswirtschaft (Karl Häuser), Politikwissenschaft (Iring Fetscher), Rechtswissenschaft (Rudolf Wiethölter), Neuere Geschichte (Paul Kluke) und Soziologie (Walter Rüegg). Nach der Einführungsphase (22 × 45 Minuten immer donnerstags im 2. Hörfunk-Programm) begann ab Oktober 1966 der „erste Zyklus des Funk-Kollegs bzw. Modell I“; es stand jede der fünf Disziplinen, die in der Einführungsphase vorgestellt worden waren, im Mittelpunkt einer Vorlesungsreihe (jeweils ein Semester lang, Vorlesung 20 × 45 Minuten Donnerstag 17:15 bis 18:00 Uhr, am Freitag zusätzlich ein Kolloquium mit dem Hochschullehrer, beide Veranstaltungen wurden jeweils samstags und sonntags um 16:15 Uhr im damaligen 3. Hörfunk-Programm (heute hr3) wiederholt.)
Die erfolgreiche Teilnahme an diesem Funk-Kolleg wurde semesterweise mit einem „Zeugnis“ (ab 1968 und im Modell II mit einem „Zertifikat“) bescheinigt (Gruppe A = Bewerber für die Begabtenprüfung; Gruppe B = Studenten, Gruppe C1 für Gymnasiallehrer und C2 für Volksschullehrer zum Erwerb einer Lehrbefähigung für Sozialkunde). Darüber hinaus konnten die Kollegiaten der Gruppe A, die alle Hausaufgaben bearbeitet haben, ein besonderes „Gutachten“ erwerben, das durch einen Erlass des Hessischen Kultusministers als eines von zwei „Befähigungsnachweisen“ anerkannt wurde, mit denen Begabte (Nicht-Abiturienten) die Zulassung zur Begabtenprüfung eröffnet wurde, nach deren erfolgreichem Bestehen ihnen als „besonders Begabten“ die Berechtigung zum Studium an den wissenschaftlichen Hochschulen verliehen wurde. An den ersten vier Kollegs haben jeweils ca. 600 Kollegiaten teilgenommen; zwischen 45 und 60 Begabte haben jeweils ein Gutachten erhalten (elf Teilnehmer erhielten drei Gutachten und zwei Teilnehmer sogar vier Gutachten).
Die Texte der Vorlesungen erschienen mit kurzem zeitlichem Verzug (auf Initiative des Verlags) als Fischer-Taschenbücher: In den folgenden 20 Jahren wurden insgesamt 1,5 Millionen Bücher zu den diversen Funkkollegs verkauft, etliche Bände erreichten Auflagen von mehr als 100.000 Exemplaren. Die dreibändige Textausgabe zum Funkkolleg Erziehungswissenschaft (1969/70 sowie 1972/73) erreichte eine Verkaufszahl von über 400.000.

## Das ausgereifte Fernstudien-Konzept (1969–1998)

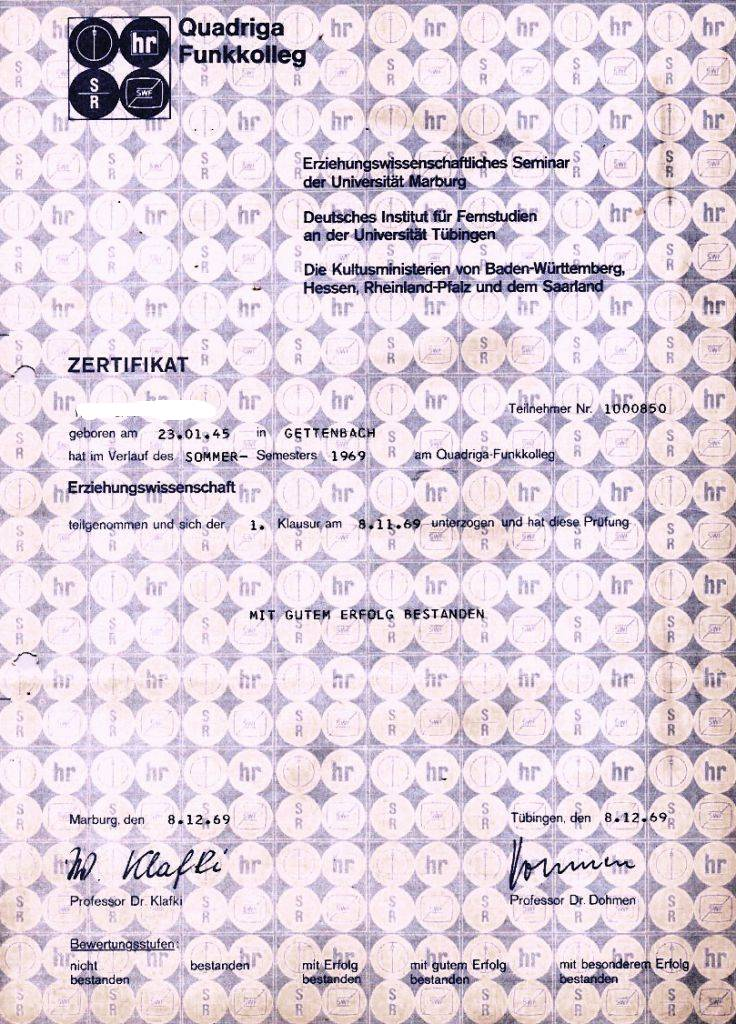
Bestätigung der Teilnahme an der 1. Klausur des Funkkollegs Erziehungswissenschaft (1969)

1967 schlossen sich drei weitere Rundfunkanstalten dem HR-Projekt an: SR, SDR und SWF, das daher ab 1969 unter der Bezeichnung „Quadriga-Funkkolleg“ (intern anfangs: „Funkkolleg Modell II“) in den Ländern Hessen, Saarland, Baden-Württemberg und Rheinland-Pfalz seine Teilnehmer fand. Anfangs noch eine sehr akademische Veranstaltung (aufgezeichnete Vorlesungen und Kolloquien), wurden die Hörfunksendungen in den Folgejahren immer aufwändiger produziert, u. a. durch den Einsatz von professionellen Sprechern. Gleichwohl gab es bereits 1969 im Sendegebiet 50 Volkshochschulen, die Begleitzirkel zu den Radiosendungen des Funkkollegs anboten.
Das Funkkolleg bestand von Beginn an aus diversen, frei kombinierbaren „Bausteinen“, deren fachliche Qualität ein jährlich wechselndes Wissenschaftliches Team gewährleistete. Zu den „Bausteinen“ gehörten ab 1969 regelmäßig:
- 30 einstündige Kollegstunden im Radio als wöchentliche „Taktgeber“ für die Lernenden, produziert in jährlichem Wechsel von einer der beteiligten Rundfunkanstalten, der zugleich auch die Federführung des gesamten Funkkollegs in diesem Jahr oblag
- kostenpflichtige Studienbegleitbriefe für registrierte Teilnehmer („Kollegiaten“) mit umfassenden Arbeitsmaterialien zu jeder der 30 Studieneinheiten, herausgegeben vom Deutschen Institut für Fernstudien (DIFF) in Tübingen
- Studienbegleitzirkel an vielen Universitäten und Volkshochschulen
- jeweils zwei Hausarbeiten und zwei Klausuren, deren erfolgreiches Bestehen mit einem Zertifikat für die Teilnahme am Funkkolleg bescheinigt wurden.

Von Beginn an strebte nur ca. ein Drittel der registrierten Teilnehmer das Zertifikat an. Absolute Spitzenreiter bei der Zahl der erteilten Zertifikate waren 1975/76 das Funkkolleg Beratung in der Erziehung (20.001 Zertifikate) und 1972/73 das Funkkolleg Pädagogische Psychologie (14.688 Zertifikate) sowie 1984/85 das Funkkolleg Kunst (8.415 Zertifikate).
Veranstaltet wurden Funkkollegs zu den Themen:
- Zum Verständnis der modernen Gesellschaft: 1966–1969 (hr), ca. 3.500 Teilnehmer
- Erziehungswissenschaft: 1969/70 (hr), 13.495 Teilnehmer (Übernahme durch die Schweiz 1972/73)
- Mathematik: 1970/71 (SWF), 25.825 Teilnehmer
- Volkswirtschaftslehre: 1971 (hr), 8.247 Teilnehmer
- Sprache – Eine Einführung in die moderne Linguistik: 1971/72 (SDR), 16.950 Teilnehmer
- Pädagogische Psychologie: 1972/73 (hr), 40.688 Teilnehmer
- Biologie: 1973/74 (SR), 19.891 Teilnehmer
- Sozialer Wandel: 1974/75 (SWF), 23.097 Teilnehmer
- Beratung in der Erziehung: 1975/76 (SDR), 50.560 Teilnehmer
- Literatur: 1976/77 (hr), 30.503 Teilnehmer
- Musik: 1977/78 (SWF), 36.537 Teilnehmer
- Umwelt und Gesundheit: 1978/79 (SR), 19.203 Teilnehmer
- Geschichte: 1979/80 (SDR), 34.222 Teilnehmer
- Praktische Philosophie/Ethik: 1980/81 (hr), 24.664 Teilnehmer
- Mensch und Umwelt: 1981/82 (WDR), 22.583 Teilnehmer
- Recht: 1982/83 (SWF), 14.229 Teilnehmer
- Religion: 1983/84 (SDR), 24.758 Teilnehmer
- Kunst: 1984/85 (SR), 41.412 Teilnehmer
- Politik: 1985/86 (hr), 21.431 Teilnehmer
- Psychobiologie: 1986/87 (WDR), 26.271 Teilnehmer
- Musikgeschichte: 1987/88 (SWF), 24.648 Teilnehmer
- Jahrhundertwende: 1988/89 (SDR), 18.828 Teilnehmer
- Moderne Kunst: 1989/90 (SR), 37.264 Teilnehmer
- Medien und Kommunikation: 1990/91 (hr), 18.342 Teilnehmer
- Humanökologie: 1991/92 (WDR), 18.968 Teilnehmer
- Der Mensch – Anthropologie heute: 1992/93 (SWF), 22.119 Teilnehmer
- Literarische Moderne: 1993/94 (SDR), 33.019 Teilnehmer
- Technik: 1994/95 (SR), 10.728 Teilnehmer
- Steuern: 1995/96 (hr), 10.426 Teilnehmer
- Altern: 1996/97 (WDR), 18.739 Teilnehmer
- Deutschland im Umbruch: 1997/98 (DR Berlin), 10.375 Teilnehmer

Obwohl das Funkkolleg seit den 1980er-Jahren fast im gesamten damaligen Bundesgebiet empfangen werden konnte (zu HR, SR, SWF und SDR hatten sich auch die nördlichen Sender von Radio Bremen, WDR sowie NDR gesellt), seit 1994 dank DeutschlandRadio Berlin auch die neuen Bundesländer „versorgt“ wurden und ab 1995/96 auch die Deutsche Welle eine leicht gekürzte Fassung ausstrahlte, erreichten seit Anfang der 1990er-Jahre nur noch Themen aus dem Gebiet der Erziehungswissenschaften und der Kunst genügend hohe Teilnehmerzahlen, um zumindest die Studienbegleitbriefe halbwegs kostendeckend aus den Teilnehmergebühren finanzieren zu können: Die persönliche Weiterbildung im Medienverbund kam offenbar allmählich aus der Mode.
SDR und SWF schieden 1994 aus dem Funkkolleg-Verbund aus und starteten eine „Radio-Akademie“, eine neue Form wissenschaftlich fundierter Erwachsenenbildung. Die verbliebenen Veranstalter führten das Funkkolleg gleichwohl noch einige Jahre gemeinsam fort, entschieden sich schließlich aber, getrennte Wege zu gehen: Das Funkkolleg „Deutschland im Umbruch“ (1997/98), von dem die Veranstalter – vergeblich – hofften, speziell auch in den neuen Bundesländern auf Widerhall zu stoßen, markierte den vorläufigen Endpunkt von über 30 Jahren letztlich äußerst erfolgreicher „Weiterbildung im Medienverbund“.

## Einfluss des Funkkollegs auf die Fachwissenschaften

Exponate zum Funkkolleg im Museum für Kommunikation Frankfurt im Jahr 2022

Im Sommer 1991 veranlasste der Hessische Rundfunk eine Umfrage unter den wissenschaftlichen Leitern und den Autoren der bis dahin produzierten Funkkolleg-Reihen. Ziel der Umfrage war unter anderem, die Auswirkungen auf die Fachwissenschaften zu erkunden. Die Beispiele aus unterschiedlichen Fachrichtungen geben einen Eindruck von der Breitenwirkung der diversen Staffeln des Funkkollegs.
Wolfgang Klafki zufolge fand das Funkkolleg Erziehungswissenschaften (1969/70) „innerhalb der Erziehungswissenschaften […] ein unerwartet positives und nachhaltiges Echo“. Die drei Materialien-Bände und die Buchausgabe der Studienbegleitbriefe ist Klafki zufolge „etwa 10 bis 15 Jahre lang an vielen Universitäten und Hochschulen als Standardlektüre im Sinne einer umfassenden Einführung in die Erziehungswissenschaft benutzt worden […]. Die drei Taschenbuchbände sind meines Wissens die pädagogischen Publikationen nach dem Zweiten Weltkrieg, die die höchsten Auflagenziffern erreicht haben.“
Hugo Steger bescheinigte dem Funkkolleg Sprache/Linguistik (1971/72), „daß viele Universitätsinstitute seine kritische Rezeption zu einem eigenen Thema machten […]. Nicht zuletzt hat die weit über 100.000 Exemplare erreichende Auflage der Funk-Texte in der Fischer-Reihe ihren Hintergrund darin, daß bis in die 1980er Jahre hinein der Funkkolleg-Text an den Universitäten und Hochschulen als Einführungstext in die Sprachwissenschaft benutzt wurde.“
Franz Emanuel Weinert hielt 1991 zum Funkkolleg Pädagogische Psychologie (1972/73) fest: „Mit dem Funkkolleg ist insbesondere an den Pädagogischen Hochschulen ein wissenschaftlicher Standard gesetzt worden, der bis heute gültig geblieben ist.“
Der Berliner Hochschullehrer Dietmar Todt erläuterte zum Funkkolleg Biologie (1973/74): „Viele seiner Beiträge erfüllten Schrittmacherfunktionen, die noch lange Zeit bemerkbar waren; u. a. etwa, weil daraus Monographien oder andere Einzelabhandlungen der Themen des Funkkollegs hervorgingen.“
Und Werner Busch urteilte im Rückblick auf das Funkkolleg Kunst (1984/85): „Ich denke, daß das Kolleg der Selbstbewußtwerdung der Disziplin gedient, Diskussionen in Gang gebracht und auch in methodischer Hinsicht befruchtend gewirkt hat“.

## Das Funkkolleg von 1998 bis 2021
Ab 1998 war der Hessische Rundfunk wieder alleiniger Veranstalter des Funkkollegs. Zugleich wurde das Konzept von der bis Ende 2013 in hr2-Kultur angesiedelten Redaktion grundlegend reformiert und deshalb bis zur Staffel 2007/08 der Name Das Neue Funkkolleg verwendet. Hervorstechendes Merkmal des Funkkollegs war nunmehr seine starke Ausrichtung auf direkte Hör-Erlebnisse. Durch das Zusammenspiel von dokumentarischen Original-Tönen, Texten, Gesprächen, Diskussionen, Reportagen oder Hörspielszenen sollte für die Teilnehmer ein sinnliches Hörbild entstehen, das die diversen Facetten eines bestimmten Themas differenziert beleuchtete.
Da alle Sendungen mehrfach ausgestrahlt und als Audiostream am PC live gehört werden konnten sowie im Internet als Podcast und zum Download bereitgestellt wurden, war das Funkkolleg auch außerhalb Hessens wieder zugänglich. Bis Dezember 2013 wurden die Funkkolleg-Sendungen in hr2-Kultur und zeitversetzt in hr-info ausgestrahlt, ab Januar 2014 nur noch in hr-info. Auch die Funkkolleg-Redaktion war seit Anfang 2014 hr-info zugeordnet.
Im Funkkolleg wurden zwischen 1998 und 2021 insbesondere latent aktuelle, gesellschaftlich relevante Themen aufbereitet, und zwar mit Hilfe folgender Bausteine:
- eine Hörfunkreihe mit 20 bis 30 halbstündigen Sendungen, die auf den Webseiten des Hessischen Rundfunks auch als Podcast und zum Herunterladen bereitgestellt wurden
- Zusatzmaterial zu jeder Sendung im Internet
- ergänzende Veranstaltungen der Volkshochschulen
- seit 2006 eine Hausarbeit und eine Klausur, für deren erfolgreiches Bestehen ein Zertifikat ausgestellt werden konnte, das die aktive Teilnahme am Funkkolleg bescheinigte
- ein „Ergebnisband“, in dem die Manuskripte der Radiosendungen in überarbeiteter Form als Buch veröffentlicht wurden

Bis zum Funkkolleg 2013/14 wurden zudem Begleitmaterialien in Form eines im Buchhandel erhältlichen Readers publiziert. Danach wurde der Reader durch umfangreiche, direkt aufs Thema bezogene, online gestellte Zusatzinformationen zu jeder Sendung des Funkkollegs ersetzt.
Hinzugekommen war ab Herbst 2006 in Zusammenarbeit mit studiumdigitale, der zentralen E-Learning-Einrichtung der Goethe-Universität und einem je Thema wechselnden wissenschaftlichen Beirat, die Möglichkeit, mit Hilfe einer Online-Plattform ausgewählte Themen des Funkkollegs für den Einsatz im Unterricht nutzbar zu machen. Da die hier vorgehaltenen Materialien sowie die Audios der Sendungen mehrere Jahre lang online standen, konnten sie auch dann noch genutzt werden, wenn die Ausstrahlung der Sendungen abgeschlossen war. Zudem waren die Hörfunksendungen des Funkkollegs in ihrer Gesamtheit beim Hessischen Institut für Qualitätsentwicklung (IQ) akkreditiert, so dass insbesondere hessische Lehrer so genannte Leistungspunkte erwerben konnten. Der Nachweis aktiver Mitarbeit erfolgte – für alle Teilnehmer, die an einem Zertifikat interessiert waren – durch zwei Multiple-Choice-Tests, denen die Inhalte der Sendungen zugrunde lagen. Ab Herbst 2010 wurde für Schüler der gymnasialen Oberstufe ein spezielles Zertifikat angeboten, das im Zeugnis erwähnt werden konnte.
Das Funkkolleg Psychologie (2008/09) und das Funkkolleg Gesundheit (2013/14) waren von der Landesärztekammer Hessen als Fortbildungsveranstaltung für Ärzte und von der Hessischen Psychotherapeutenkammer als Fortbildung für Psychotherapeuten und Kinderpsychotherapeuten anerkannt.
In einem Rückblick auf den Wandel des Funkkollegs von einer „Universitätsveranstaltung im Radio“ zu einem wissenschaftlich begleiteten Podcastformat hieß es im August 2020 in der FAZ: „Das Format hat eine gewisse nostalgische Anmutung, wirkt wie das Zitat eines fernen aufklärerischen Fortschrittsoptimismus. Aber immer noch leistet es einen Beitrag zum Verständnis der Gesellschaft.“
Nach dem Funkkolleg Mensch und Tier (2020/2021) war die Zukunft des Funkkolleg-Angebots zunächst ungewiss. Ein Jahr lang gab es keine neuen Beiträge. In der Zeitschrift des Landesverbands Hessen des Deutschen Journalistenverbands hieß es im Juli 2022, man wisse immer noch nicht, ob es in der einen oder anderen Form wiederkommen werde oder ob „dieser Meilenstein des Bildungsauftrags still und leise beerdigt“ werde. Als Grund sah der Autor des Artikels die von ihm heftig kritisierte, mit einem Sparkurs verbundene „Audio-Strategie“ des Hessischen Rundfunks. Im Oktober berichtete das Blatt, dass es inzwischen neue Konzepte gebe. Es sei ein Bewegt-Bild-Format geplant, das hauptsächlich in der ARD Mediathek und auf YouTube ausgespielt werden solle. Zunächst seien zwölf Filme von 12 bis 15 Minuten Dauer vorgesehen.

### Von 1998 bis 2021 behandelte Themen

Mind Map aus der Planungsphase des Funkkollegs Psychologie (2008)

- 1998/1999: Jugendkultur und Popmusik
- 1999/2000: Die Zukunft des Denkens – Zwischen Hirnforschung und Elektronengehirn
- 2000/2001: Sucht und Sehnsucht: Rauschrisiken in der Erlebnisgesellschaft
- 2001/2002: Von Darwin zu Dolly – Evolution und Gentechnik
- 2002/2003: Glück und Globalisierung
- 2003/2004: Ernährung heute
- 2004/2005: Liebe zwischen Sehnsucht und Simulation
- 2005/2006: Astronomie und Raumfahrt – Exkursionen in das Universum
- 2006/2007: Erlebnis Zuhören
- 2007/2008: Die Welt der Geschichten – Kunst und Technik der Erzählung
- 2008/2009: Psychologie: Wer wir sind – und wie wir sein könnten
- 2009/2010: Religion und Gesellschaft: Wozu Gott? – Religion zwischen Fundamentalismus und Fortschritt
- 2010/2011: Mensch und Klima: Wetter im Wandel
- 2011/2012: Musik: Sinfonie des Lebens
- 2012/2013: Wirklichkeit 2.0 – Medienkultur im digitalen Zeitalter
- 2013/2014: Gesundheit neu denken
- 2014/2015: Philosophie: Was können wir wissen, was sollen wir tun?
- 2015/2016: Wirtschaft: Erschütterte Wahrheiten – neue Werte?
- 2016/2017: Sicherheit
- 2017/2018: Biologie und Ethik
- 2018/2019: Religion – Macht – Politik
- 2019/2020: Ernährung: Genuss – Gesundheit – Geschäft
- 2020/2021: Mensch und Tier

### Schriften des Funkkollegs
Zu jedem der zwischen 1998 und 2013/14 veranstalteten Funkkollegs erschien zunächst ein Reader und zum Abschluss ein Sammelband mit den für die Buchfassung überarbeiteten Sendetexten. Danach wurde der Reader durch Zusatzinformationen im Internet ersetzt, für das Funkkolleg Biologie und Ethik (2017/18) wurde in Kooperation mit der Senckenberg Gesellschaft für Naturforschung jedoch erneut auch ein Reader erstellt.

### Reader
- Peter Kemper, Thomas Langhoff, Ulrich Sonnenschein (Hrsg.): „but I like it.“ Jugendkultur und Popmusik. Reclam-Verlag, Stuttgart 1998, ISBN 3-15-009710-X.
- Karl-Heinz Wellmann, Utz Thimm (Hrsg.): Intelligenz zwischen Mensch und Maschine. LIT Verlag, Münster 1999, ISBN 3-8258-4466-8.
- Peter Kemper, Ulrich Sonnenschein (Hrsg.): Sucht und Sehnsucht. Rauschrisiken in der Erlebnisgesellschaft. Sucht und Sehnsucht. Reclam-Verlag, Stuttgart 2000, ISBN 3-15-018087-2.
- Utz Thimm, Karl-Heinz Wellmann (Hrsg.): Von Darwin zu Dolly. Evolution und Gentechnik. Jonas Verlag, Marburg 2001, ISBN 3-89445-289-7.
- Peter Kemper, Ulrich Sonnenschein (Hrsg.): Globalisierung im Alltag. 3. Auflage. Suhrkamp Verlag, Frankfurt am Main 2002, ISBN 3-518-39932-2.
- Utz Thimm, Karl-Heinz Wellmann (Hrsg.): Essen ist menschlich. Zur Nahrungskultur der Gegenwart. Suhrkamp Verlag, Frankfurt am Main 2003, ISBN 3-518-45533-8.
- Peter Kemper, Ulrich Sonnenschein (Hrsg.): Das Abenteuer Liebe. Bestandsaufnahme eines unordentlichen Gefühls. Suhrkamp Verlag, Frankfurt am Main 2004, ISBN 3-518-45648-2.
- Utz Thimm, Karl-Heinz Wellmann (Hrsg.): Nicht von dieser Welt. 25 Exkursionen in das Universum. Kosmos Verlag, Stuttgart 2005, ISBN 3-440-10554-7.
- Volker Bernius, Peter Kemper, Regina Oehler, Karl-Heinz Wellmann (Hrsg.): Der Aufstand des Ohrs – die neue Lust am Hören. Verlag Vandenhoeck & Ruprecht, Göttingen 2006, ISBN 3-525-49095-X.
- Ulrich Sonnenschein, Alf Mentzer (Hrsg.): Die Welt der Geschichten: Kunst und Technik des Erzählens. Fischer Taschenbuch Verlag, Frankfurt am Main 2007, ISBN 978-3-596-17730-1.
- Regina Oehler, Volker Bernius, Karl-Heinz Wellmann (Hrsg.): Wer wir sind – und wie wir sein könnten: Funkkolleg Psychologie. Herder Verlag, Freiburg 2008, ISBN 978-3-451-29967-4.
- Peter Kemper, Alf Mentzer, Ulrich Sonnenschein (Hrsg.): Wozu Gott? Religion zwischen Fundamentalismus und Fortschritt. Verlag der Weltreligionen im Insel Verlag, Frankfurt am Main 2009, ISBN 978-3-458-72013-3.
- Utz Thimm, Regina Oehler, Karl-Heinz Wellmann (Hrsg.): Wetter im Wandel. Jonas Verlag, Marburg 2010, ISBN 978-3-89445-438-8.
- Volker Bernius und Michael Rüsenberg (Hrsg.): Sinfonie des Lebens. Funkkolleg Musik: Der Reader. Schott Music, Mainz 2011, ISBN 978-3-7957-0780-4.
- Peter Kemper, Alf Mentzer und Julika Tillmanns (Hrsg.): Wirklichkeit 2.0. Medienkultur im digitalen Zeitalter. Reclam-Verlag, Stuttgart 2012, ISBN 978-3-15-020266-1.
- Regina Oehler (Hrsg.): Gesundheit neu denken. Ein Lesebuch mit Anregungen und Anleitungen. Beltz Verlag, Weinheim 2013, ISBN 978-3-407-85982-2.
- Regina Oehler, Petra Gehring, Volker Mosbrugger (Hrsg.): Biologie und Ethik: Leben als Projekt. E. Schweizerbart´sche Verlagsbuchhandlung, Stuttgart 2017, ISBN 978-3-510-61409-7; Reihe: Senckenberg-Bücher, Nr. 78.

### Sendetexte
- Peter Kemper, Thomas Langhoff, Ulrich Sonnenschein (Hrsg.): Alles so schön bunt hier. Die Geschichte der Popkultur von den Fünfzigern bis heute. Reclam-Verlag, Leipzig 2002, ISBN 3-15-010456-4.
- Karl-Heinz Wellmann (Hrsg.): Die Zukunft des Denkens: Von der Psychologie zum Elektronengehirn. LIT-Verlag, Münster 2000, ISBN 3-8258-5110-9.
- Peter Kemper, Ulrich Sonnenschein (Hrsg.): Die Kick-Kultur. Zur Konjunktur der Süchte. Reclam-Verlag, Leipzig 2001, ISBN 3-379-20020-4.
- Utz Thimm, Karl-Heinz Wellmann (Hrsg.): Darwins Urenkel. Zwischen Evolutionsforschung und Gentechnik. Jonas Verlag, Marburg 2002, ISBN 3-89445-299-4.
- Peter Kemper, Ulrich Sonnenschein (Hrsg.): Glück und Globalisierung. Alltag in Zeiten der Weltgesellschaft. Suhrkamp Verlag, Frankfurt am Main 2003, ISBN 3-518-45546-X.
- Utz Thimm, Karl-Heinz Wellmann (Hrsg.): In aller Munde. Ernährung heute. Suhrkamp Verlag, Frankfurt am Main 2004, ISBN 3-518-45602-4.
- Peter Kemper, Ulrich Sonnenschein (Hrsg.): Liebe – Zwischen Sehnsucht und Simulation. Suhrkamp Verlag, Frankfurt am Main 2005, ISBN 3-518-45738-1.
- Karl-Heinz Wellmann, Utz Timm (Hrsg.): Warum ist es nachts dunkel? Was wir vom Weltall wirklich wissen. Kosmos Verlag, Stuttgart 2006, ISBN 3-440-10719-1.
- Volker Bernius, Peter Kemper, Regina Oehler, Karl-Heinz Wellmann (Hrsg.): Erlebnis Zuhören. Eine Schlüsselkompetenz wiederentdecken. (= Edition Zuhören. Band 7). Vandenhoeck & Ruprecht, Göttingen 2007, ISBN 978-3-525-48007-6.
- Alf Mentzer, Ulrich Sonnenschein (Hrsg.): 22 Arten, eine Welt zu schaffen: Erzählen als Universalkompetenz. Fischer Taschenbuch Verlag, Frankfurt am Main 2008, ISBN 978-3-596-18028-8.
- Regina Oehler, Volker Bernius, Karl-Heinz Wellmann (Hrsg.): Was kann Psychologie? Wer wir sind und wie wir sein könnten. Beltz Verlag, Weinheim 2009, ISBN 978-3-407-47203-8 (als Audio-CD: ISBN 978-3-407-47204-5)
- Volker Bernius, Klaus Hofmeister, Peter Kemper (Hrsg.): Religion und Gesellschaft. Zur Aktualität einer unbequemen Beziehung. Verlag der Weltreligionen im Insel Verlag, Frankfurt am Main 2010, ISBN 978-3-458-72017-1.
- Karl-Heinz Wellmann, Regina Oehler, Utz Thimm (Hrsg.): Was ist gutes Wetter? Ausgewählte Texte aus dem Funkkolleg Mensch und Klima. Jonas Verlag, Marburg 2011, ISBN 978-3-89445-441-8.
- Volker Bernius (Hrsg.): Sinfonie des Lebens. Funkkolleg Musik: Die gesendeten Beiträge. Schott Music, Mainz 2012, ISBN 978-3-7957-0785-9.
- Peter Kemper, Julika Tillmanns, Alf Mentzer (Hrsg.): „Wir nennen es Wirklichkeit“: Denkanstöße zur Netzkultur. Reclam-Verlag, Stuttgart 2014, ISBN 978-3-15-020357-6.
- Regina Oehler, Eva Maria Siefert, Karl-Heinz Wellmann (Hrsg.): Gesund leben, gesund bleiben. Von Selbstheilungskräften und den Chancen und Risiken einer modernen Medizin. Beltz Verlag, Weinheim/Basel 2014, ISBN 978-3-407-85999-0.
- Regina Oehler, Julika Tillmanns (Hrsg.): Philosophie: Was geht mich das an? Komplett-Media, Grünwald 2015, ISBN 978-3-8312-0415-1.
- Judith Kösters, Heike Ließmann, Karl-Heinz Wellmann (Hrsg.):  Welt der Wirtschaft. Neue Fragen, einfach erklärt. Campus Verlag, Frankfurt am Main 2016, ISBN 978-3-593-50572-5.
  - Sonderausgabe unter gleichem Titel: Bonn 2017, ISBN 978-3-8389-0718-5 (= Schriftenreihe der Bundeszentrale für politische Bildung, Band 1718).
- Heike Ließmann, Eberhard Nembach, Henning Steiner, Karl-Heinz Wellmann (Hrsg.): Funkkolleg Sicherheit. Subjektive Ängste – objektive Gefahren. Verlag Königshausen & Neumann, Würzburg 2017, ISBN 978-3-8260-6216-2.
- Regina Oehler (Hrsg.): Biologie und Ethik: Natur im Griff? E. Schweizerbart´sche Verlagsbuchhandlung, Stuttgart 2018, ISBN 978-3-510-61412-7; Reihe: Senckenberg-Bücher, Nr. 81.
- Nicole Deitelhoff, Heike Ließmann, Lothar Bauerochse, Klaus Hofmeister, Judith Kösters, Eberhard Nembach, Claudia Baumgart-Ochse (Hrsg.): Mächtige Religion. Begleitbuch zum Funkkolleg Religion Macht Politik. Wochenschau Verlag, Frankfurt am Main 2019, ISBN 978-3-7344-0738-3.
- Gunter Eckert, Judith Kösters, Sandra Habicht, Stephan Hübner, Heike Ließmann (Hrsg.): Ernährung. Genuss – Gesundheit – Geschäft. Begleitbuch zum hr-iNFO Funkkolleg. Wochenschau Verlag, Frankfurt am Main 2020, ISBN 978-3-7344-0883-0.
- Volkmar Wolters, Stephan M. Hübner, Karl Felix Trüller, Heike Ließmann, Judith Kösters (Hrsg.): Mensch und Tier. Begleitbuch zum hr-iNFO Funkkolleg. Wochenschau Verlag, Frankfurt am Main 2021, ISBN 978-3-7344-1138-0

### Das Kinderfunkkolleg (2011 bis 2015)
Zwischen Oktober 2011 und Februar 2013 sendete hr2-kultur im Nachgang zum Funkkolleg Religion erstmals ein „Kinder-Funkkolleg“, das aus einer Zusammenarbeit mit der Herbert-Quandt-Stiftung zu deren Projekt zum „Trialog“ der drei großen Weltreligionen Christentum, Judentum und Islam hervorging. Die 25 jeweils rund 10 Minuten langen Sendungen unter dem Motto „Was glaubst Du denn?“ richteten sich an acht- bis dreizehnjährige Kinder. Sie wurden in unregelmäßiger Folge samstagnachmittags innerhalb der Kinderfunk-Sendereihe „Domino Lauschinsel“ ausgestrahlt und stehen mehrere Jahre lang zum Download bereit.
Ab Februar 2014 folgte in hr2-kultur das achtteilige „Kinderfunkkolleg Musik“, ab Februar 2015 in Kooperation mit dem Mathematikum das „Kinderfunkkolleg Mathematik“ und ab Oktober 2015 das „Kinderfunkkolleg Geld“.

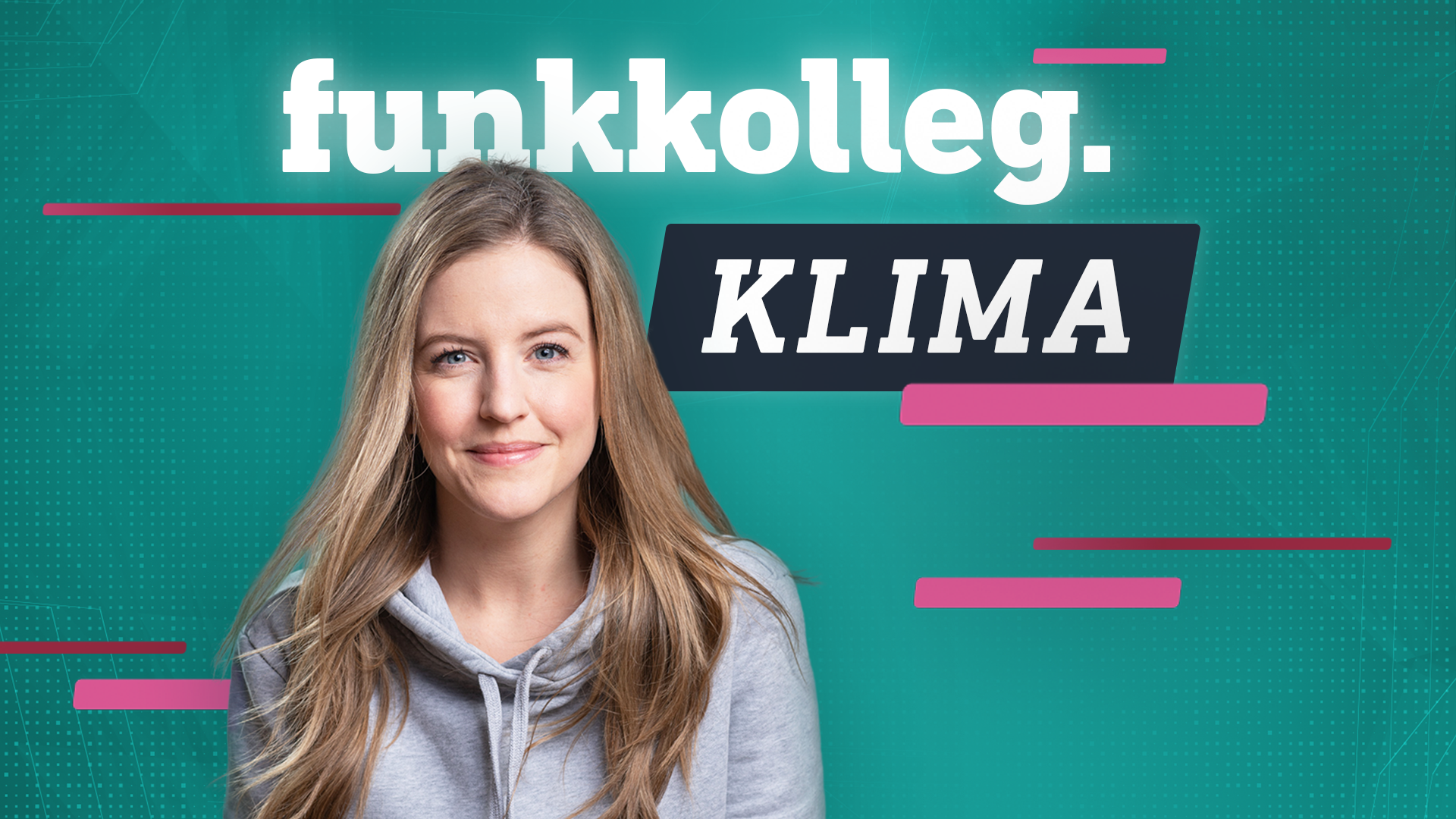
Titelmotiv zum Funkkolleg Klima (2023)

## 2023: DasFunkkolleg Klimaals Webserie
Im Winter 2021/22 begann die hr-Wissenschaftsredaktion, das Funkkolleg für einen fächerübergreifenden Einsatz im Schulunterricht komplett neu zu konzipieren. Anstelle des bisherigen Audio-Bildungsformats wurde ein Video-Format von 12 bis 13 Minuten Länge entwickelt und die Wortmarke Funkkolleg beibehalten. Die erste und zugleich einzige Staffel dieser Webserie griff das bereits 2010/2011 gesendete Thema Klimawandel auf. Die 12 Folgen dieses von Jennifer Sieglar moderierten Funkkollegs Klima sind bei YouTube und in der ARD Mediathek abrufbar, eine für die ARD Audiothek bearbeitete Hörfassung wurde zudem in hr-iNFO gesendet. Eine zweite Webserie wurde nicht produziert.

### Zu einzelnen Sendereihen des Funkkollegs
- Jennifer Sieglar: funkkolleg. Klima. ARD Mediathek
  - Jennifer Sieglar: funkkolleg. Klima. ARD Audiothek

- Webseiten des Funkkollegs Mensch und Tier

- Alle Folgen des Funkkollegs Ernährung – Genuss. Gesundheit. Geschäft

- Webseiten des Funkkollegs Religion – Macht – Politik

- Webseiten des Funkkollegs Biologie und Ethik

- E-Learning mit dem Funkkolleg Sicherheit: Materialien der Universität Darmstadt und Zugang zu allen Audios

- E-Learning mit dem Funkkolleg Wirtschaft: Materialien der Goethe-Universität Frankfurt und Zugang zu allen Audios

- E-Learning mit dem Funkkolleg Philosophie: Materialien der Goethe-Universität Frankfurt, Audios zum Download (Memento vom 19. Oktober 2016 im Internet Archive).

- E-Learning mit dem Funkkolleg Gesundheit: Materialien des Universitätsklinikums Frankfurt, Audios zum Download (Memento vom 16. März 2016 im Internet Archive)}

- E-Learning mit dem Funkkolleg Medien: Materialien der Goethe-Universität Frankfurt, Audios zum Download (Memento vom 13. März 2013 im Internet Archive)

- Funkkolleg Mensch und Klima: Audios zum Download auf dem Hessischen Bildungsserver

- Funkkolleg Religion und Gesellschaft: Audios zum Download auf dem Hessischen Bildungsserver

- Funkkolleg Psychologie: Audios zum Download auf dem Hessischen Bildungsserver

### Zum Kinderfunkkolleg
- Trialog der Kulturen.
- Musik.
- Mathematik.
- Geld.

## Belege
1. ↑  Quelle für die im Artikel ausgewiesenen Daten und Fakten zur Geschichte des Funkkollegs war das Buch von Jochen Greven (Hrsg.): Das Funkkolleg 1966–1998. Ein Modell wissenschaftlicher Weiterbildung im Medienverbund. Deutscher Studien Verlag, Weinheim 1998.
2. ↑  Gerd Kadelbach: Das Funkkolleg als Beispiel einer didaktischen Montage. In: Klaus Ahlheim: Bildung ist niemals unverbindlich. Offizin-Verlag, Hannover 2015, ISBN 978-3-945447-07-9, S. 50 f. (= Kritische Beiträge zur Bildungswissenschaft, Band 11).
3. ↑  Vervielfältigtes Antwortschreiben des Hessischen Rundfunks auf Anfragen zum Funkkolleg, Frühjahr 1966. In: Jochen Greven (Hrsg.): Das Funkkolleg 1966–1998. Ein Modell wissenschaftlicher Weiterbildung im Medienverbund. Deutscher Studien Verlag, Weinheim 1998, S. 146.
4. ↑  Vervielfältigtes Antwortschreiben des Hessischen Rundfunks, Abteilung Bildung und Erziehung, auf Anfragen zum Funk-Kolleg vom 1. September 1966 - Az. 0300/141 –
5. ↑  Nr. 206 des Hessischen Kultusministers vom 15. Oktober 1966 – E II 2 – 339 (656) – Amtsblatt des Hessischen Kultusministers, Abl, S. 1033 – Erlass zur Änderung der Ordnung der Prüfung für die Zulassung zum Hochschulstudium ohne Reifezeugnis vom 27. März 1963 – III/31 – 339 (17) –, Amtsblatt des Hessischen Ministers für Erziehung und Volksbildung, Abl, S. 187.
6. ↑  Philipps-Universität Marburg, Symposium: „30 Jahre Funkkolleg Erziehungswissenschaft“
7. ↑  In Klammern genannt ist jeweils der federführende, also redaktionell verantwortliche Sender
8. ↑  Die Zitate stammen aus: Jochen Greven (Hrsg.): Das Funkkolleg 1966–1998. S. 136–140.
9. ↑  Alexandra Kemmerer: Nur weiter im Skript, Herr Professor. Der neue Frankfurter Schulfunk: Ein historisches Modell der Verzahnung von Präsenzunterricht und Distanzlehre. In: Frankfurter Allgemeine Zeitung, 5. August 2020, Seite N3.
10. ↑  Funkkolleg 2020/2021 Mensch und Tier (funkkolleg-menschundtier.de, Abruf am 31. Januar 2023).
11. ↑  Knud Zilian: Im Blindflug. In: Blickpunkt. Journalismus in Hessen, Nr. 2, Juli 2022, S. 6‒7 (djv-hessen.de).
12. ↑  Heike Parakenings: Wermutstropfen im Sundowner. In: Blickpunkt. Journalismus in Hessen, Nr. 3, Oktober 2022, S. 14‒15 (djv-hessen.de).
13. ↑  Kinderfunkkolleg. (Memento vom 26. April 2019 im Internet Archive). Im Original publiziert auf ard.de.
14. ↑  Kinderfunkkolleg: Im Trialog der Kulturen. Was glaubst Du denn? (Memento vom 27. November 2014 im Internet Archive). Im Original publiziert auf hr-online.de.
 „Was glaubst du denn?“ Ein Kinderfunkkolleg zum „Trialog der Kulturen“. (Memento vom 25. Februar 2012 im Internet Archive). Im Original publiziert auf herbert-quandt-stiftung.de.
15. ↑  Webseiten des KinderfunkkollegsTrialog der Kulturen.
16. ↑  Das Kinderfunkkolleg zum Thema Musik.
17. ↑  Das Kinderfunkkolleg zum Thema Mathematik.
18. ↑  Das Kinderfunkkolleg zum Thema Geld.
19. ↑  funkkolleg.Klima. Das funkkolleg. Klima widmet sich wichtigen Fragestellungen rund um das Thema Klimawandel. Gemeinsam mit Forscher*innen ganz verschiedener Fachrichtungen liefert Jennifer Sieglar wissenschaftlich fundierte Antworten in einem neuen Videoformat. Alle Folgen in der ARD-Mediathek, auf YouTube oder als Audio im Podcast Channel. In: www.hr.de. Hessischer Rundfunk (hr), 2023, abgerufen am 10. April 2023 (Unterrichtsmaterial, Neues Videoformat).
20. ↑  FUNKKOLLEG. KLIMA. Welchen Wert hat unser persönlicher CO2-Fußabdruck? Sind Bio-Tomaten auch gut fürs Klima? Können wir mit neuen Energieträgern wie grünem Wasserstoff den Klimawandel schnell ausbremsen? Das funkolleg. Klima mit Jennifer Sieglar hat die Antworten. In: www.hr.de. Hessischer Rundfunk (hr), 2023, abgerufen am 10. April 2023 (Podcast).
21. ↑  "funkkolleg. Klima" mit Jennifer Sieglar startet am 1. Februar auf YouTube. Was bringen eigentlich persönliche CO2-Rechner? Sind Bio-Tomaten gut fürs Klima? Welche Hoffnungen können wir in grünen Wasserstoff setzen? Diesen und anderen Fragen geht das neue YouTube-Format des Hessischen Rundfunks (hr) für Jugendliche nach. Das "funkkolleg. Klima", präsentiert von Jennifer Sieglar, startet am heutigen Mittwoch, 1. Februar. In: www.hr.de. Hessischer Rundfunk (hr), 2023, abgerufen am 10. April 2023 (Pressemitteilung).